# ФК Напредак Банатска Топола
ФК Напредак Банатска Топола је фудбалски клуб из Банатске Тополе, Србија. Тренутно се такмичи у Општинска лига Житиште - Кикинда.

## Историја
ФК Напредак је један од најстаријих клуба у општини Кикинда. Основан је, према неким сазнањима, још тридесетих година прошлог века. Пошто је у то време становништво у селу било углавном Мађарске националности клуб је носи назив ELÖRE (НАПРЕД) и није се такмичио, већ су само игране пријатељске утакмице са неким од, у то време, постојећих клубова из околних места. Стадион се налазио преко пута данашњег католичког гробља. За време Другог светског рата у екипи су играли немачки војници, тек по завршетку рата у лето 1946. године званично је основан Фудбалски клуб Напредак.
Прву и једину кожну лопту, у то време, донео је Петер Тот који је касније и био један од играча новооснованог клуба.
У почетку клуб се такмичио у тзв. региону Потисје где су били клубови из општине Кикинда, Ада и Кањижа. Клуб се није такмичио од 1961. до 1963. године, због недостатка средстава. Почетком седамдесетих година прошлог века клуб се такмичио у Општинској лиги Житиште - Нова Црња. Касније реорганизацијом припао је под окриље Фудбалског Савеза Зрењањин, где се налазио све до 1992. године када је првенство било прекинуто због ратног стања на просторима бивше СФРЈ. Након тога поновном реорганизацијом клуб се такмичио у Међуопштинској лиги Кикинда - Житиште све до 2009. године. Од 2009. године клуб се такмичио у Општинској лиги Кикинда - Нови Бечеј.
Сада се клуб такмичи у Подручној лиги Зрењанин.
Највећи успеси клуба су:
- шампиони Међуопштинске лиге Кикинда - Житиште (сезона 2005/2006 и сезоне 2022/2023)
- освајање Купа ФСГ Кикинда (2018. и 2024. године)

ФК Напредак је 2005. године први пут у историји клуба пријавио пионирску екипу за такмичење у Општинској лиги Кикинда - Нови Бечеј, у конкуренцији, претежно, клубова из Војвођанске лиге ИСТОК. Иста екипа је играла и у кадетској Општинској лиги Кикинда - Нови Бечеј. Они су играли значајну улогу у овом такмичењу све до краја 2009/10 сезоне, када су се кадети прикључили првом тиму.

## Састав у сезони 2024/25
| Бр. |        | Позиција | Играч           |
| --- | ------ | -------- | --------------- |
| 1   | Србија | Г        | Борислав Весков |
| 12  | Србија | Г        | Бранислав Грбић |

| Бр. |        | Позиција | Играч               |
| --- | ------ | -------- | ------------------- |
| 2   | Србија | О        | Каналаш Едвин       |
| 3   | Србија | О        | Вук Вукмировић      |
| 4   | Србија | О        | Даниел Ханђа        |
| 5   | Србија | О        | Станислав Тодоров   |
| 13  | Србија | О        | Марко Станковић     |
| 14  | Србија | О        | Никола Еремић       |
| 15  | Србија | О        | Марко Дрљача        |
| 16  | Србија | О        | Драган Месарош      |
| 17  | Србија | О        | Светислав Селаковић |
| 18  | Србија | О        | Славко Кавали       |

| Бр. |        | Позиција | Играч              |
| --- | ------ | -------- | ------------------ |
| 6   | Србија | С        | Слободан Роцков    |
| 7   | Србија | С        | Илија Дакић        |
| 8   | Србија | С        | Јован Ћук          |
| 10  | Србија | С        | Страхиња Јосимовић |
| 14  | Србија | С        | Игор Фучак         |
| 20  | Србија | С        | Вељко Јелача       |

| Бр. |        | Позиција | Играч              |
| --- | ------ | -------- | ------------------ |
| 9   | Србија | Н        | Горан Грујић       |
| 11  | Србија | Н        | Шандор Секереш     |
| 19  | Србија | Н        | Михајло Михајловић |

## Пласман у првенствима од сезоне 2009/2010
| Сезона   | Назив лиге               | Пласман | Одигране утакмице | Победе | Нерешене | Порази | Дати голови | Примљени голови | Гол разлика | Бодови  |
| 2009/10. | ОФЛ Кикинда - Нови Бечеј | 6       | 20                | 2      | 3        | 15     | 20          | 73              | -53         | 9       |
| 2010/11. | ОФЛ Кикинда - Нови Бечеј | 5       | 20                | 6      | 2        | 12     | 29          | 41              | -12         | 20      |
| 2011/12. | ОФЛ Кикинда - Нови Бечеј | 8       | 21                | 3      | 4        | 14     | 24          | 79              | -55         | 13      |
| 2012/13. | ОФЛ Кикинда - Нови Бечеј | 7       | 18                | 2      | 4        | 12     | 13          | 61              | -48         | 10      |
| 2013/14. | ОФЛ Кикинда - Нови Бечеј | 6       | 20                | 0      | 3        | 17     | 21          | 56              | -35         | 3       |
| 2014/15. | ОФЛ Кикинда - Нови Бечеј | 5       | 16                | 1      | 1        | 14     | 21          | 51              | -30         | 4       |
| 2015/16. | ОФЛ Житиште - Кикинда    | 6       | 22                | 9      | 3        | 10     | 45          | 52              | -7          | 30      |
| 2016/17. | ОФЛ Житиште - Кикинда    | 11      | 22                | 5      | 5        | 12     | 34          | 62              | -28         | 19      |
| 2017/18. | ОФЛ Житиште - Кикинда    | 3       | 11                | 8      | 2        | 1      | 42          | 17              | +25         | 26      |
| 2018/19. | МФЛ Кикинда - Житиште    | 7       | 18                | 5      | 3        | 10     | 35          | 48              | -10         | 18      |
| 2019/20  | МФЛ Кикинда - Житиште    | 9       | 8                 | 0      | 2        | 6      | 11          | 28              | -17         | 2       |
| 2020/21  | МФЛ Кикинда - Житиште    | 6       | 15                | 3      | 3        | 9      | 20          | 39              | -19         | 12      |
| 2021/22  | МФЛ Кикинда - Житиште    | 5       | 16                | 7      | 0        | 9      | 38          | 39              | -1          | 20 (-1) |
| 2022/23  | МФЛ Кикинда - Житиште    | 1       | 21                | 17     | 2        | 2      | 62          | 20              | +42         | 53      |
| 2023/24  | Подручна лига Зрењанин   | 10      | 28                | 10     | 3        | 15     | 43          | 49              | -6          | 33      |
| 2024/25  | Подручна лига Зрењанин   | 6       | 9                 | 5      | 1        | 3      | 15          | 10              | +5          | 16      |